# Josef Chloupek
Josef Chloupek (Vienna, 22 aprile 1908 – 11 gennaio 1974) è stato un calciatore austriaco, di ruolo attaccante.

## Carriera

### Club
Ha giocato in Austria, Svizzera e Francia, vincendo una Coppa francese col Marsiglia.

### Nazionale
Il primo aprile del 1928 esordisce contro la Cecoslovacchia (0-1).

## Palmarès

### Club

#### Competizioni nazionali
- Coppa di Francia: 1

Olympique Marsiglia: 1934-1935